# Santuario histórico de Machu Picchu
El Santuario Histórico de Machupicchu es un área protegida del Perú de más de 35 mil hectáreas que comprende el entorno natural del sitio arqueológico de Machupicchu, enclavados en la abrupta selva nubosa de las yungas en la vertiente oriental de los Andes peruanos y a ambas márgenes del río Urubamba, que corre en esta sección con dirección noroeste.
Esto permite a esta singular área protegida abarcar lo que podría considerarse uno de los transectos altitudinales más extraordinarios del Perú, y proteger, en sólo unos veinte kilómetros lineales, ecosistemas tan dispares como las nieves eternas, a más de 4.000 m s. n. m., y las tórridas selvas tropicales, a poco más de 1700 m s. n. m.

## Información básica
- Categoría: Santuario histórico / Parque Arqueológico Nacional[3]
- Fecha de descubrimiento: 24 de julio de 1911.
- Ley de creación: Decreto Supremo N.º 001-81-AG.
- Superficie: 37,302 hectáreas.
- Ubicación: Distrito de Machupicchu, provincia de Urubamba, región Cusco
- Ecorregión: Yungas peruanas.

### Objetivos de conservación
- Proteger la ciudadela incaica de Machupicchu, un conjunto de grupos arqueológicos enlazados por el Cápac Ñam y otros testimonios de la arqueología y la cultura andina.
- Conservar el espectacular entorno paisajista, hábitat natural de importantes especies de flora y fauna que se hallan en situación vulnerable o en peligro de extinción.

El Santuario Histórico de Machupicchu - Parque Arqueológico Nacional Machupicchu es considerado uno de los lugares con mayor biodiversidad del Perú, contando con 24 ecosistemas tanto andinos como amazónicos, desde los bosques húmedos montanos a los 1900 m s. n. m. hasta los picos nivales a más de 6000 m s. n. m. Su geografía accidentada permite la existencia de hábitats ideales para la fauna silvestre, incluyendo 75 especies de mamíferos, 444 de aves, 14 de anfibios, 24 de reptiles y 377 de mariposas; además de 423 especies de orquídeas y 332 de árboles, entre los que destacan la q’euña, intimpa, cedro, aliso, pisonay, unka y tara.

### Especies en peligro de extinción

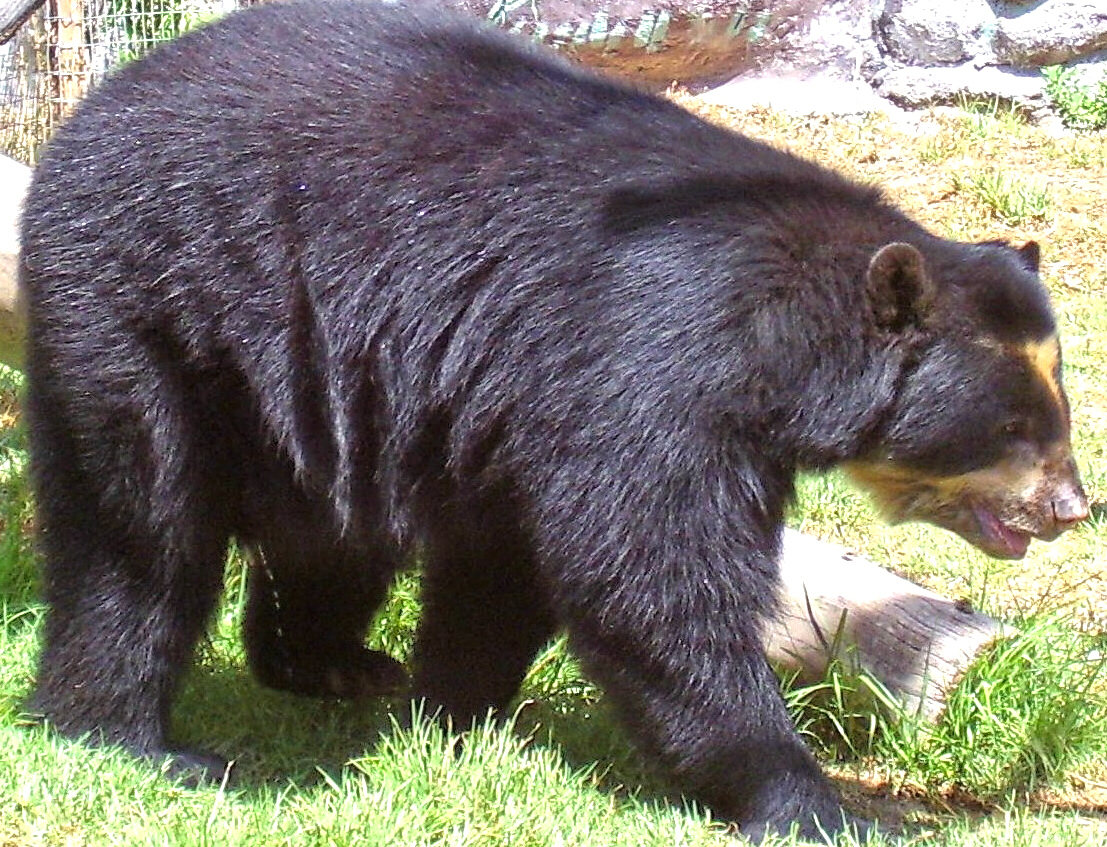
Oso andino.

Las principales son: el oso andino o ukumari, el quetzal de altura  y el gallito de las rocas  en fauna y las orquídeas wacanki (Masdevallia veitchiana) y wiñay wayna (Epidendrum secundum) palabras en quechua que significan "siempre joven".

### Geografía
Mientras la mayoría de las vertientes orientales de los Andes se inclinan más o menos directamente hacia las tierras bajas, el área entre Paucartambo y los ríos Ene y Apurímac es un gran abanico de cuchillas montañosas separadas por profundos valles. Machupicchu, una de ellas, mira el profundo valle del Urubamba enmarcado por las imponentes cordilleras Vilcanota y Vilcabamba (ambas con picos por encima de los 5.700 m s. n. m.).
Visto desde el aire, el territorio del Santuario se muestra como un gran libro abierto por la mitad, con el caudaloso río Urubamba en su parte central y dos grandes cadenas de montañas que se precipitan hacia ambos lados de un profundo valle cubierto por vegetación tropical.
En cada margen del río, los límites de esta área natural protegen de manera integral secciones completas de dos de las subcuencas más importantes de la región: en su extremo norte la Cordillera de Urubamba y, en el sur, la de Vilcabamba. Y con ellas, dos de sus cumbres más importantes: el Nevado Verónica (5.682 m s. n. m.) y el majestuoso Salkantay (6.271 m s. n. m.), considerado el Apu o divinidad tutelar de la región. Completan los linderos del Santuario los valles de Cusichaca y Acobamba, al este y oeste, respectivamente.

### Clima

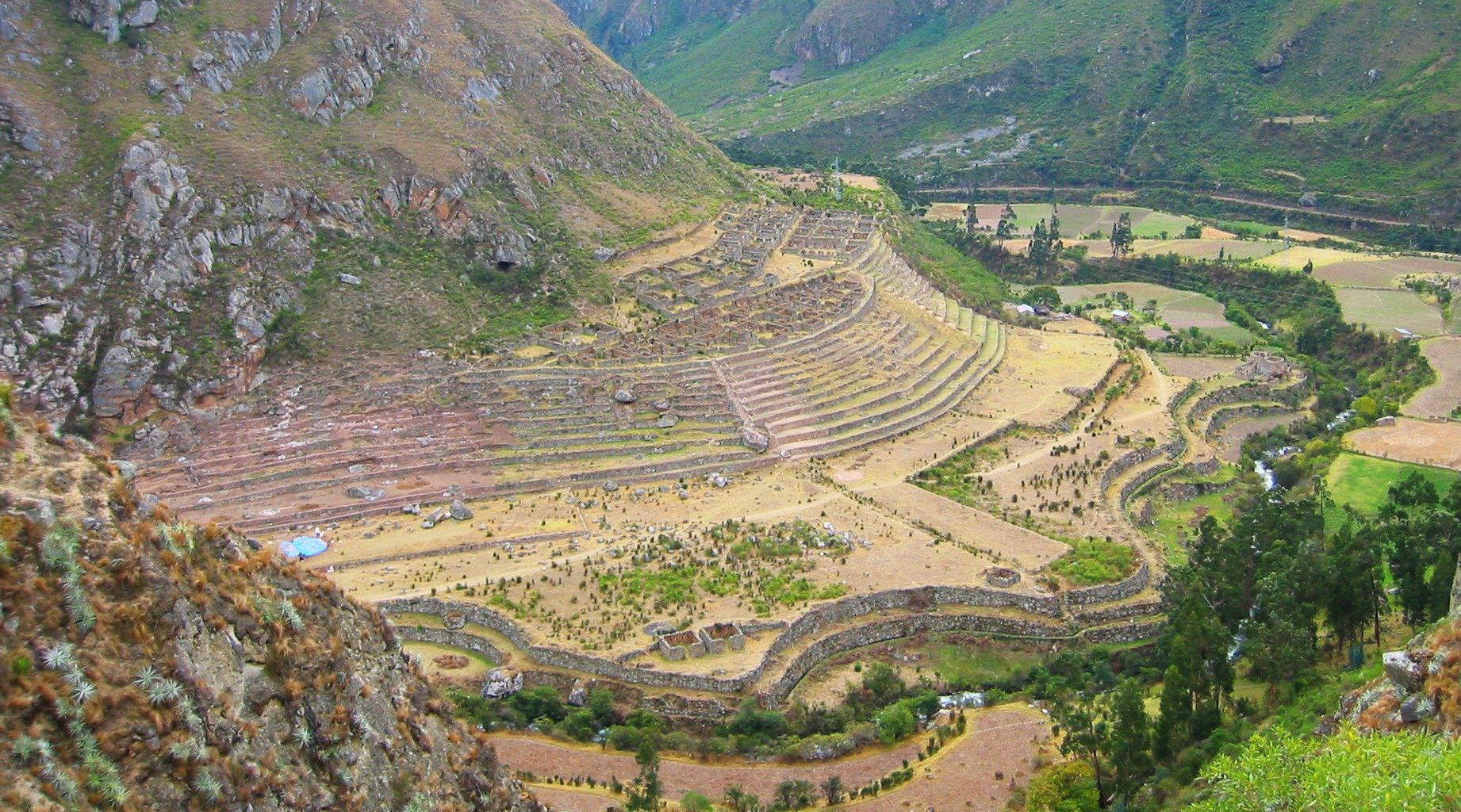
Llactapata, ruinas de un antiguo poblado inca, con edificaciones civiles y terrazas de cultivo, a orillas del río Urubamba, en el extremo sur del Santuario.

Por sus características geográficas y topográficas, el Santuario Nacional de Machupicchu presenta variedades climáticas en razón de que existen picos que alcanzan la altura de 6,270 m s. n. m. donde la temperatura es extremadamente fría y las partes más bajas con aproximadamente 2,000 m s. n. m. con temperaturas más templadas. El análisis de la información proporcionada por los satélites meteorológicos revela que las crestas de las montañas ofrecen una eficiente protección contra el impacto de los fríos vientos polares del sur ("friajes"). Frecuentes bajo la forma de breves períodos de frío clima invernal en la parte meridional de los trópicos, con granizo y nieve sobre las pendientes andinas, esos vientos pueden haber sido la principal causa del cambio de la vegetación en América del Sur durante los períodos glaciares. A través de los Andes tropicales, los niveles más altos de concentración de las aves endémicas corresponden a los lugares que son ecológicamente predecibles. Esto sugiere que las especies endémicas representan rezagos poblacionales que podrían sobrevivir períodos de inestabilidad climática solamente en lugares que estuvieran bien protegidos contra el clima extremo.
Las temperaturas en el área de Machu Picchu difieren si se evalúan en las zonas altas o en el fondo de los cañones, aunque por lo general, el clima de este sector es benigno, o sea, con características típicamente subtropicales: cálido y húmedo, con sensación de calor durante el día y fresco por las noches. Por hallarse en una zona subtropical posee una temperatura que oscila entre los 8° y 22 °C. Las temperaturas mínimas son de 8 °C a 11.2 °C, mientras que las máximas están el orden de los 20 - 22.20 °C.

## Ecosistemas, flora y fauna
Machu Picchu se ubica en una suerte de transición entre la cuenca baja (y húmeda) del Urubamba y el valle de Vilcanota (de clima benigno y cuna de la cultura y el imperio incaico). Por ello no parece ser una coincidencia que algunas de las más raras aves andinas vivan en los pequeños parches de bosque que todavía permanecen en los lugares de difícil acceso, justamente arriba de las antiguas ruinas y terrazas del valle de Vilcanota. Los científicos han registrado en su interior hasta catorce zonas de vida y tres ecorregiones bien diferenciadas. Siendo las más relevantes desde el punto de vista ecológico los pajonales altoandinos, los bosques enanos de altura y la selva alta o yungas, representada por los bosques de neblina y la ceja de montaña. Esta enorme variedad de pisos ecológicos o hábitat permite, a su vez, la existencia de una asombrosa variedad de especies de flora y fauna silvestre, adaptadas a la perfección a las condiciones específicas de su entorno. Esas relaciones han sido ignoradas hasta ahora por los biólogos de la conservación. En el futuro, el principal reto para los conservacionistas será cómo mantener la biodiversidad en áreas adyacentes a una densa población rural.
El mundo natural de Machu Picchu se inicia, pues, por encima de los 4.000 m s. n. m., donde el viento barre sin cesar las planicies de ichu y donde las rocas se pueblan de líquenes y musgo. En el territorio del cóndor andino y de la taruka, el mayor y más elusivo de los cérvidos de los Andes; de las juguetonas vizcachas (roedores típicos de las alturas) y del puma. Una tierra donde las variaciones de temperatura son tan intensas que sólo algunas criaturas logran sobrevivir: sol intenso durante el día e implacables heladas por las noches.

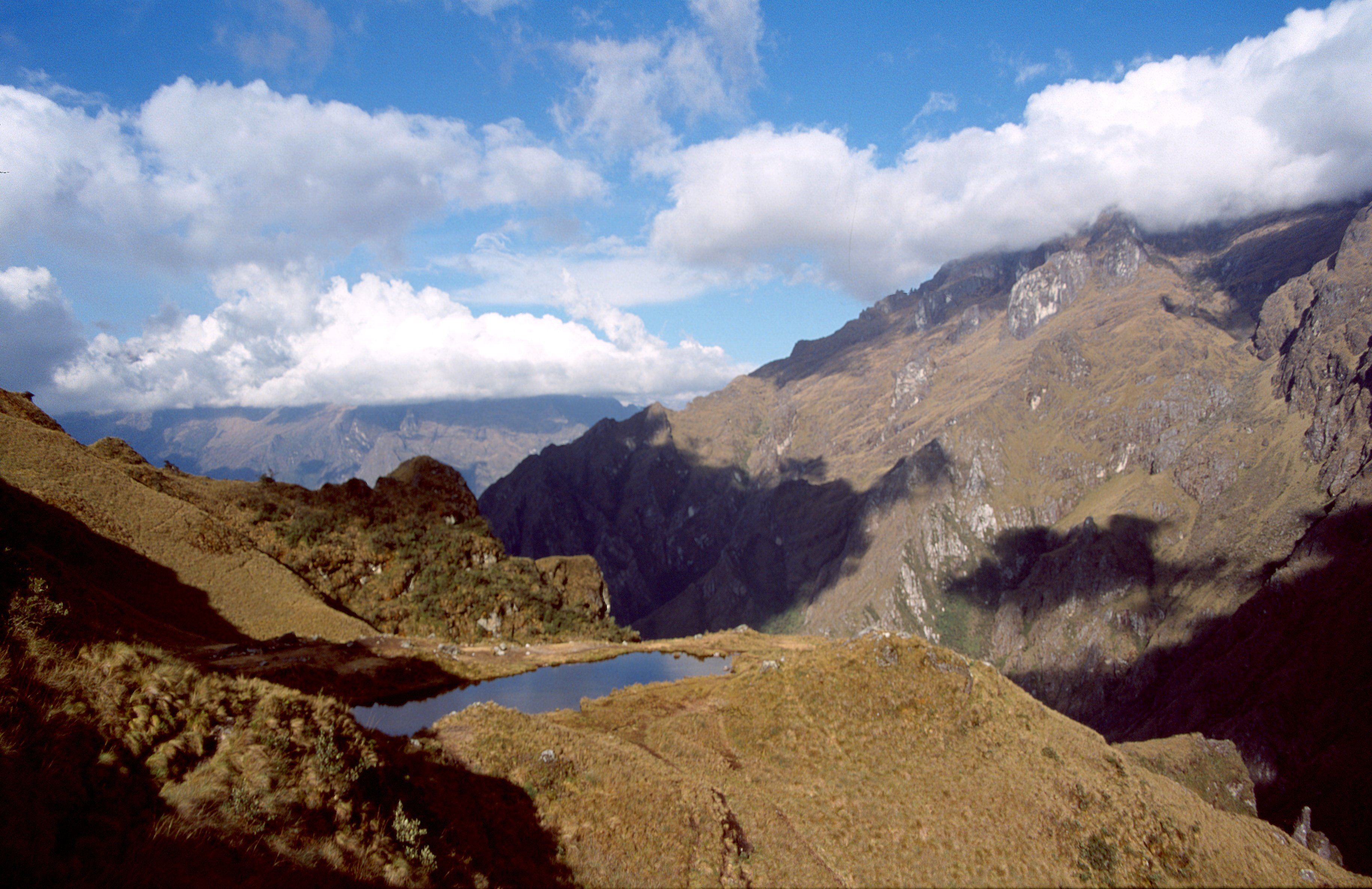
Paisaje altoandino en la ruta del Camino Inca a Machu Picchu, que atraviesa buena parte del Santuario.

Descendiendo, se arriba a una zona donde los vientos fríos provenientes de las montañas nevadas se unen a las corrientes cálidas que ascienden de la selva para formar un extraño mundo en miniatura. Son los bosques enanos, un escenario de árboles retorcidos donde las dimensiones parecen haberse trastocado por capricho de la naturaleza: aquí los árboles son pequeños y los musgos gigantes; habitan los pudus uno de los ciervos más pequeños del mundo y el picaflor gigante del tamaño de una paloma. Es la tierra de las bromelias y orquídeas; el hogar del oso andino o ucumari y del tucán de altura.
Algo más abajo, allí donde la humedad reina a lo largo del año y las lluvias son más frecuentes que en ningún otro lugar del país, los bosques de neblina se muestran al visitante de tanto en tanto, sólo cuando el misterioso velo de niebla que los cubre se abre para dar paso a una visión mágica y maravillosa, este es uno de los ambientes más prolíficos y desconocidos de la naturaleza, un reino de cascadas y seres misteriosos donde los árboles crecen casi colgados de los acantilados, aprovechando el escaso suelo fértil que ellos mismos producen y sujetándose a las grandes rocas de granito que afloran de las montañas. Este es el hogar del colorido gallito de las rocas, ave nacional del Perú, de bandadas de tangaras multicolores, de tucanes esmeralda y quetzales de altura; de tigrillos y coatíes; el reino de los helechos gigantes, las bromelias y las orquídeas, cuyo grupo supera las 200 especies, destacando entre ellas las espectaculares wacanki (Masdevallia veitchiana) y wiñay wayna (Epidendrum secundum), cuyas flores han servido para nombrar algunos de los sitios arqueológicos más espectaculares del Qhapaq Ñan (Caminos del Inca).
Finalmente, al fondo de los valles y bajo el efecto térmico de los cursos de agua que los recorren, los bosques de la ceja de montaña brindan las condiciones ideales para una enorme variedad de cultivos: coca, achiote, maíz, cacao, café y frutales. esta fue la despensa de los incas, quienes recurrieron a ella en procura de sus frutos más preciados, y lo continúa siendo para los pobladores afincados en sus dominios. Una tierra de bosques de bambú que florecen después de décadas para morir en masa, como siguiendo un mandato misterioso y extraño; un territorio donde los valles se ensanchan y los ríos aplacan su furia para dar paso a cauces transparentes que lamen de las montañas el limo rico en nutrientes. Éste es el preludio a los grandes bosques amazónicos.
Las especies de aves más importantes de Machu Picchu, ya sea por su rareza o escasez, son: Churrete real (Cinclodes aricomae), tijeral cejiblanco (Leptasthenura xenothorax), canastero de Junín (Asthenes virgata), cucarachero inca (Thrythorus eisenmanni), habitante de los bosques de bambú, matorralero del Cusco (Atlapetes caniceps) y matorralero de Vilcabamba (Atlapetes terborghi), tapaculo de Vilcabamba (Scytalopus urubambense), hemispingo de Parodi (Hemispingus parodii), colicardo de Vilcabamba (Schizoeaca vilcabambae), lechuzita peruana (Glaucidium peruanum) y colaespina de Apurímac (Sinallaxis courseni), especies que habitan en los bosques de queñual, pajonales y roqueríos a altas elevaciones. Todas son especies endémicas del Perú.

## Conservación y amenazas
Desde el punto de vista ambiental, el principal valor del Santuario reside en el rol que juegan los densos bosques de sus montañas para el mantenimiento del equilibrio hídrico de la región, captando el agua de las lluvias y conduciéndola, sin causar erosión, hasta el curso del Urubamba. Si estos bosques desaparecieran, se perderían con ellos numerosas especies de flora y fauna únicas y casi desconocidas para la ciencia; pero sobre todo se iniciaría en el área un irreversible proceso de deterioro ambiental que traería consigo consecuencias devastadoras para el hombre, como la destrucción de las vías de comunicación, la desaparición de zonas de cultivo, inundaciones y deslizamientos de tierra.

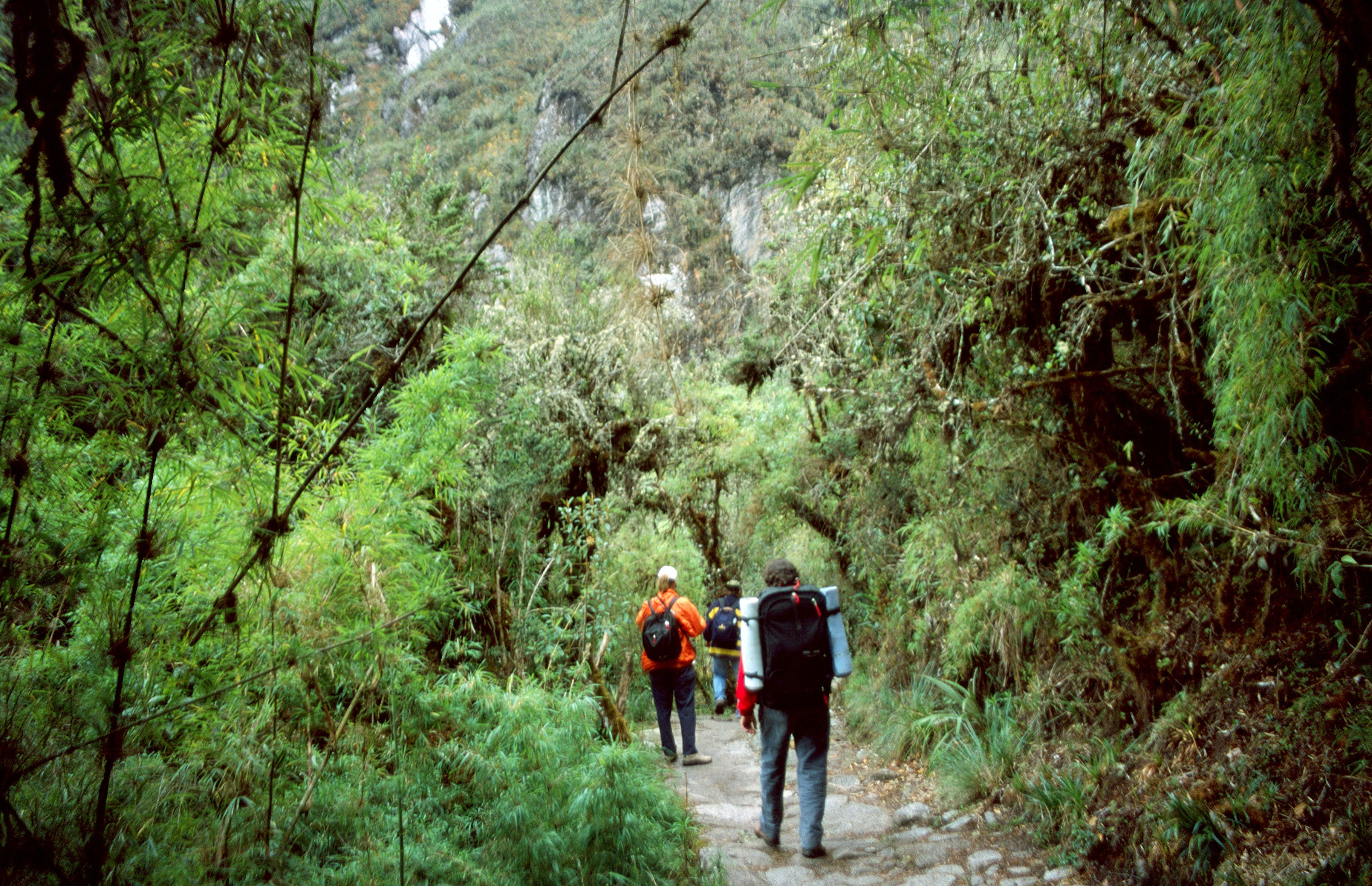
Caminantes sobre el antiguo camino inca, en una zona del bosque nuboso.

En la actualidad, la principal amenaza contra el Santuario, además del crecimiento desproporcionado del turismo, son los incendios forestales. Iniciados por agricultores residentes en las zonas altoandinas colindantes con esta área protegida, los fuegos estacionales, dirigidos a renovar los pastos naturales, se vuelven incontrolables e ingresan, ayudados por el viento y la fragilidad de la vegetación, ladera abajo hacia el centro de los bosques de neblina. A menudo, el fuego arrasa con todo a su paso, destruyendo enormes extensiones de selva virgen, hasta que el efecto de las lluvias aplaca la furia de las llamas. En años recientes, la magnitud de estos incendios ha sido tal que su efecto devastador llegó incluso a trasponer los límites de la ciudadela inca de Machu Picchu.
Afortunadamente, la administración del Santuario, en coordinación con los diferentes sectores involucrados en su conservación, y con el apoyo de la cooperación internacional, viene trabajando en el desarrollo de un plan de uso múltiple de recursos, capacitando a los agricultores acerca de los peligros de la quema anual de pastos y ofreciendo alternativas de aprovechamiento no destructivo de los recursos del área a los pobladores que dependen de ella.
El Santuario Histórico de Machupicchu fue reconocido internacionalmente por la Unesco en 1983, otorgándosele la categoría de Patrimonio Cultural y Natural de la Humanidad. Sólo tres áreas en las Américas ostentan esta distinción (las otras son Tikal, en Guatemala y Calakmul, en México).